# Trening indywidualny
Trening indywidualny czyli (one by one) jest to praca trenera z tylko jednym podopiecznym, co wpływa pozytywnie na osiągane efekty treningowe. Trener podczas takiego treningu jest w stanie  dużo bardziej zmobilizować podopiecznego, zintensyfikować trening oraz wyeliminować błędy treningowe i kontuzje. Trening indywidualny przeprowadzany jest w oparciu o wcześniej przygotowany plan treningowy ukierunkowany na potrzeby i możliwości psychofizyczne podopiecznego. Jest on stosowany we wszystkich dyscyplinach sportu, jak również wykorzystywany w pracy z osobami, które dopiero rozpoczynają ćwiczenia i nie mają wystarczającej wiedzy na temat prawidłowego przygotowania planu treningowego.